# Phaniola (bướm đêm)
Phaniola là một chi bướm đêm thuộc phân họ Tortricinae của họ Tortricidae.

## Các loài
- Phaniola implicata Razowski & Becker, 2003